# قاعدة بيانات معرفات البحوث العالمية
قاعدة بيانات معرفات البحوث العالمية هو موقع ويب من نوع مجموعة بيانات وقاعدة بيانات على النت وقاعدة معرفة أنشئ في 2015، الموقع ملك العلم الرقمي، ويقع مقره الرئيسي في المملكة المتحدة، وهو متوفر باللغة الإنجليزية ومحتواه الأساسي حول معهد أبحاث وأنواع المؤسسات التعليمية.

## وصلات خارجية
- الموقع الرسمي